# UTI (식별자)
Uniform Type Identifier(UTI)는 애플이 항목의 클래스나 유형을 고유하게 식별하기 위해 제공하는 소프트웨어에 사용되는 텍스트 문자이다. 애플은 공통 시스템 오브젝트(문서나 이미지 파일 유형, 폴더 및 애플리케이션 번들, 스트리밍 데이터, 클리핑 데이터, 영화 데이터)를 식별하기 위한 내장 UTI를 제공하며 타사 개발사들이 애플리케이션 특화 또는 사유 목적으로 자신들만의 UTI를 추가할 수 있게 한다. UTI 지원은 맥 OS X 10.4 운영 체제에 추가되었고 스포트라이트 데스크톱 검색 기술과 연동되면서 UTI를 사용하여 문서를 분류한다. UTI의 주된 설계적 목표 중 하나는 MIME 타입, 파일 확장자, 타입 또는 크리에이터 코드의 파일 콘텐츠 추론과 관련된 모호성과 문제를 제거하는 것이다.